# Sylvia Kerfoot
Sylvia Kerfoot (ur. 2 czerwca 1977 r.) – kanadyjska narciarka, specjalistka narciarstwa dowolnego. Najlepszy wynik na mistrzostwach świata osiągnęła podczas mistrzostw w Whistler, gdzie zajęła 5. miejsce w jeździe po muldach podwójnych. Nie startowała na igrzyskach olimpijskich. Najlepsze wyniki w Pucharze Świata osiągnęła w sezonie 2006/2007, kiedy to zajęła 26. miejsce w klasyfikacji generalnej.
W 2010 r. zakończyła karierę.

## Sukcesy

### Mistrzostwa Świata
| Miejsce | Dzień       | Rok  | Miejscowość          | Konkurencja      | Zwycięzca      |
| ------- | ----------- | ---- | -------------------- | ---------------- | -------------- |
| 10.     | 10 marca    | 1999 | Meiringen            | Jazda po muldach | Ann Battelle   |
| 9.      | 14 marca    | 1999 | Meiringen            | Muldy podwójne   | Sandra Schmitt |
| 18.     | 19 stycznia | 2001 | Whistler             | Jazda po muldach | Kari Traa      |
| 5.      | 21 stycznia | 2001 | Whistler             | Muldy podwójne   | Kari Traa      |
| 17.     | 1 lutego    | 2003 | Deer Valley          | Muldy podwójne   | Kari Traa      |
| 8.      | 19 marca    | 2005 | Ruka                 | Jazda po muldach | Hannah Kearney |
| 6.      | 20 marca    | 2005 | Ruka                 | Muldy podwójne   | Jennifer Heil  |
| 13.     | 10 marca    | 2007 | Madonna di Campiglio | Muldy podwójne   | Jennifer Heil  |

### Puchar Świata

#### Miejsca w klasyfikacji generalnej
- 1996/1997 – 84.
- 1997/1998 – 104.
- 1998/1999 – 32.
- 1999/2000 – 35.
- 2000/2001 – 49.
- 2001/2002 – -
- 2002/2003 – -
- 2003/2004 – 51.
- 2004/2005 – 51.
- 2005/2006 – 71.
- 2006/2007 – 26.
- 2007/2008 – 42.
- 2009/2010 – 96.

#### Miejsca na podium
1. Whistler Blackcomb – 31 stycznia 1999 (Muldy podwójne) – 3. miejsce
2. Mariánské Lázně – 1 marca 2008 (Jazda po muldach) – 2. miejsce

- W sumie 1 drugie i 1 trzecie miejsce.